# Nikisha Fogo
Nikisha Fogo, född 18 januari 1995 i Stockholm, är en svensk dansare som är prima ballerina vid Wiener Staatsoper.

## Utbildning
Fogo är utbildad vid Kungliga svenska balettskolan i Stockholm och vid Royal Ballet School i London.

## Karriär
Redan som fjortonåring medverkade hon i musikalen Hairspray på Chinateatern. Fogo har senare dansat på BASE 23 i Stockholm och sedan 2013 på Wiener Staatsoper där hon sedan november 2018 är prima ballerina.